# Atef Mustafa
Atef Mustafa (en árabe: عاطف مصطفى‎; nacido el 19 de enero de 1975) es un deportista egipcio que compitió en judo.
Ganó una medalla de plata en los Juegos Panafricanos de 2007 y dos medallas de bronce en el Campeonato Africano de Judo, en los años 2001 y 2006.

## Palmarés internacional
| Juegos Panafricanos | Juegos Panafricanos     | Juegos Panafricanos | Juegos Panafricanos |
| Año                 | Lugar                   | Medalla             | Categoría           |
| ------------------- | ----------------------- | ------------------- | ------------------- |
| 2007                | Argel (Argelia)         | Medalla de plata    | –60 kg              |
| Campeonato Africano |                         |                     |                     |
| Año                 | Lugar                   | Medalla             | Categoría           |
| 2001                | Trípoli (Libia)         | Medalla de bronce   | –60 kg              |
| 2006                | Puerto Louis (Mauricio) | Medalla de bronce   | –60 kg              |